# Said Daftari
Said Daftari (född 26 november 1982) är en tysk-afghansk fotbollsspelare som senast spelade för Kokkolan Palloveikot och det Afghanska landslaget.